# Смыслов, Анатолий Степанович
Анатолий Степанович Смыслов (9 октября 1943, Пошехонье-Володарск, Ярославская область — 27 января 2009, Москва) — деятель ВМФ, контр-адмирал.

## Биография
Родился 9 октября 1943 года в городе Пошехонье-Володарск Ярославской области.
В ВМФ с 1962 года. Окончил Высшее военно-морское училище имени М. В. Фрунзе (1965—1969), Военно-политическую академию имени В. И. Ленина (1971—1975).
Службу проходил матросом в Учебном отряде подводного плавания имени С. М. Кирова (1962—1963), командиром отделения радиометристов подводной лодки «Б-91» 161-й бригады 4-й эскадры подводных лодок (1963—1965), помощником по комсомольской работе начальника политотдела 88-й бригады Аварийно-спасательной службы (1969—1971), заместителем по политчасти командира ракетного подводного крейсера «К-193» 13-й дивизии 3-й флотилии подводных лодок (1975—1977), заместителем начальника политотдела 18-й дивизии 11-й флотилии подводных лодок (1977—1979), 1-м заместителем начальника политотдела 11-й флотилии подводных лодок (1979—1982), начальником политотдела 41-й дивизии 11-й флотилии подводных лодок (1982—1985) Северного флота, заместителем начальника отдела пропаганды и агитации (1985—1987) и старшим инспектором (1987—1989) Политуправления ВМФ, членом Военного совета — начальником политотдела 11-й флотилии подводных лодок Северного флота (1989—1991), в распоряжении командующего Северным флотом (1991—1992).
Участник 10 дальних походов, в том числе арктического похода подводной лодки «К-51» проекта 667 БДРМ 13-й дивизии 3-й флотилии подводных лодок в сентябре 1987 года со всплытием на Северном полюсе и стрельбой двумя баллистическими ракетами, впервые выполненной из этого района кораблём данного проекта. Неоднократно выполнял задачи боевой службы в различных районах Атлантического и Северного Ледовитого океанов.
Награждён орденами Трудового Красного Знамени, Красной звезды, «За службу Родине в Вооружённых Силах СССР» III степени.
В 1992—2009 годах работал заместителем директора СПКТБ «Мосгидросталь».
Скончался 27 января 2009 года. Похоронен на Перепечинском кладбище Московской области.